# Louis Vuitton (podnikatel)
Louis Vuitton (4. srpna 1821, Anchay, Jura, Francie – 27. února 1892, Asnières-sur-Seine, Francie) byl francouzský brašnář a podnikatel. Firma nesoucí jeho jméno se stala světoznámou módní značkou.

## Život
Louis Vuitton se narodil do rodiny farmáře a kloboučnice. Jeho matka však zemřela, když mu bylo 10 let. Jeho otec si našel novou ženu, sám však také brzy zemřel. Komplikovaný vztah s nevlastní matkou přispěl k tomu, že se Louis na jaře 1835 ve věku 13 let vydal pěšky do Paříže. Aby se uživil, nechával se během cesty, dlouhé asi 470 km, najímat na různé příležitostné práce. Do hlavního města dorazil po dvou letech.

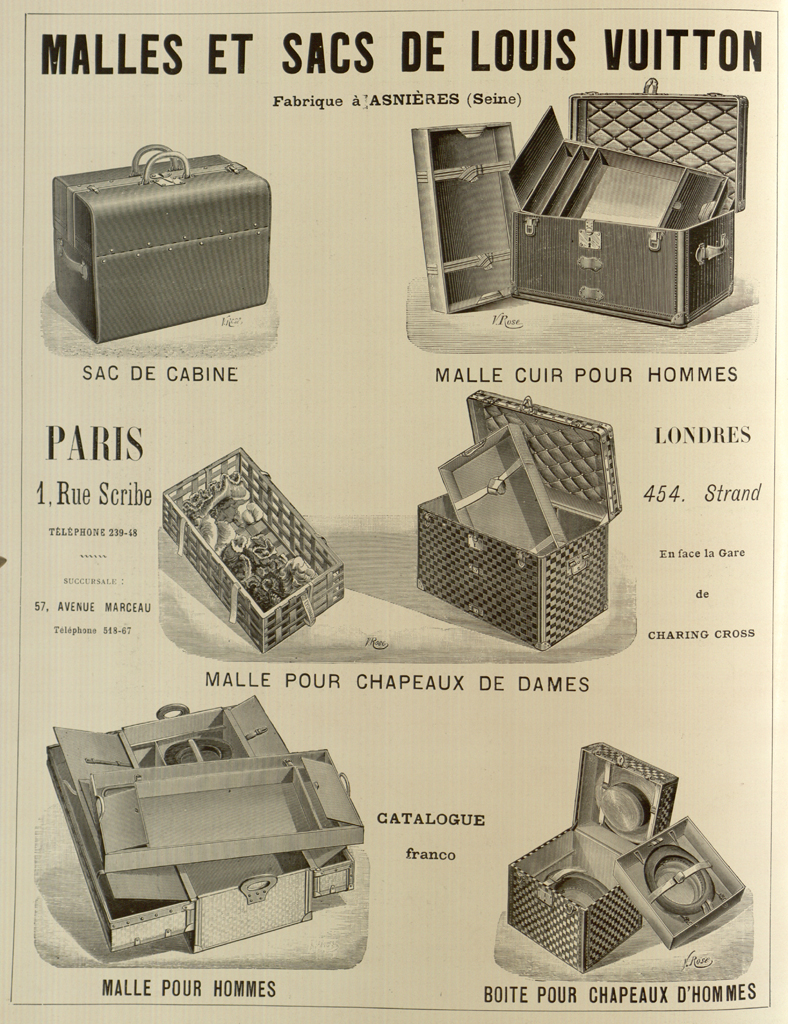
Reklama firmy z roku 1898

V Paříži se živil jako poslíček a stal se učněm u výrobce zavazadel monsieura Maréchala. Díky práci se později setkal s francouzskou císařovnou Evženií z Montijo, manželkou Napoleona III. Tato žena a její zalíbení v módě stály za rozkvětem jeho kariéry. V roce 1854 vyrobil první cestovní kufr potažený voskovaným plátnem nepropouštějícím vodu a otevřel svůj první obchod se zavazadly v Rue Neuves des Capucines. V témže roce se také oženil.
V podnikání se mu dařilo, neustále vymýšlel inovace. Rozvoji jeho podniku nahrával také rozvoj železniční dopravy a s ním zvyšující se potřeba cestovních zavazadel. Jeho dílna se tak později rozrostla v továrnu.
V roce 1880 firmu převzal jeho syn Georges.